# نظام‌آباد (اسلام‌شهر)

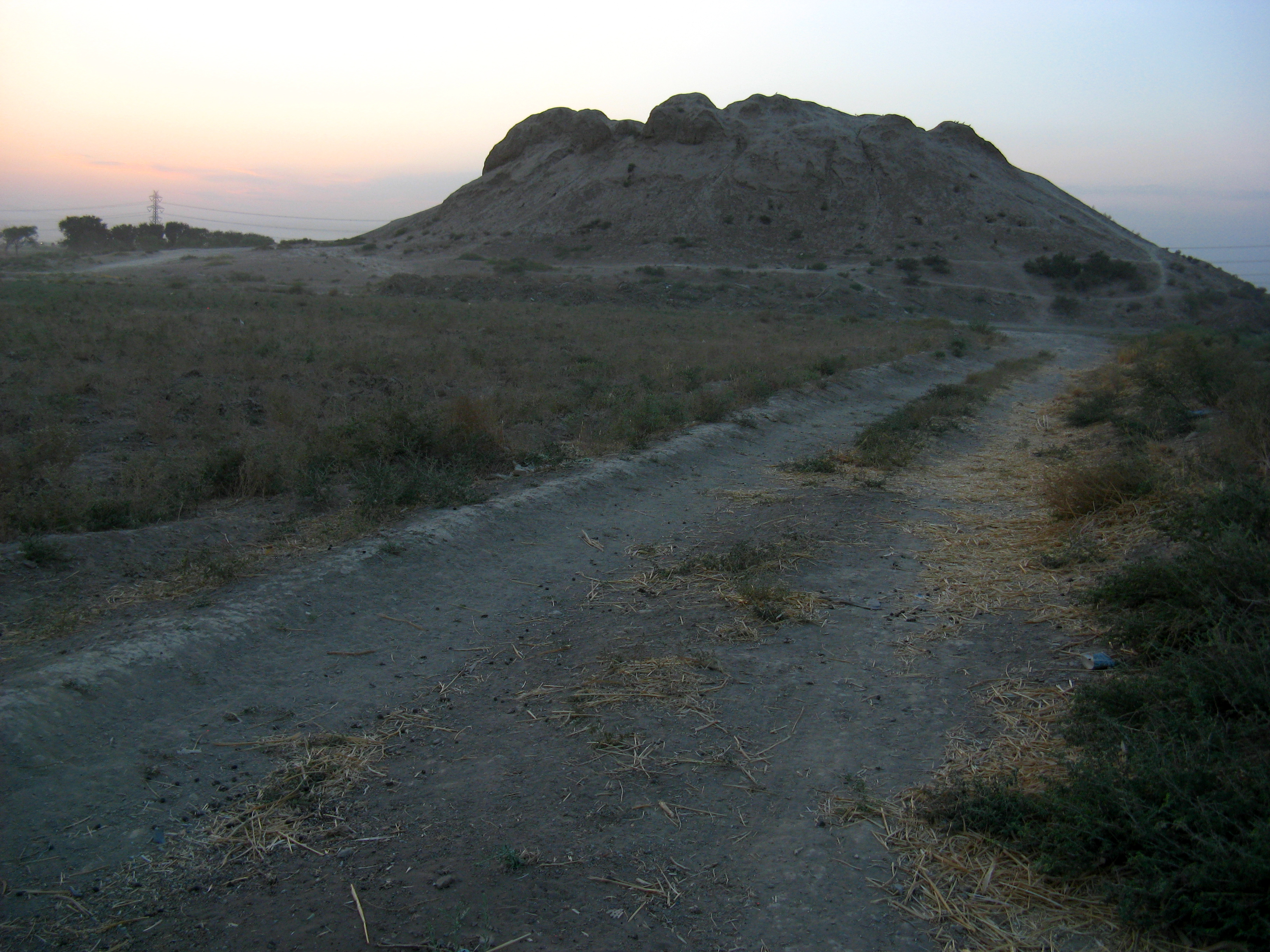

نظام‌آباد، روستایی از توابع بخش مرکزی شهرستان اسلامشهر در استان تهران است.
تپه باستانی نظام‌آباد و امامزاده ابراهیم که قدمت اولیه آن به دوره صفویه بازمی‌گردد و در دوره‌های جدیدتر برخی قسمت‌ها به آن اضافه شده است، آثار باستانی این روستا به‌شمار می‌آید.

## جمعیت
این روستا در دهستان ده عباس قرار دارد و براساس سرشماری مرکز آمار ایران در سال ۱۳۹۰، جمعیت آن ۸۵۱ نفر (۲۳۴ خانوار) بوده است.
شغل اکثر اهالی این روستا کشاورزی می‌باشد. محصولات کشاورزی این روستا از قبیل گندم، جو، ذرت علوفه، انواع فلفل، گوجه فرنگی و بامیه می‌باشد و انواع سبزی و صیفی جات می‌باشد.
از دیگر فعالیت‌های اقتصادی این روستا می‌توان به پرورش کرم خاکی (ورمی کمپوست) اشاره کرد؛ که در سال ۱۳۹۰ افتتاح گردیده است.
این روستا دارای سالن ورزش است.